# Kūkatpalli
Kūkatpalli är en ort i Indien.   Den ligger i distriktet Rangareddi och delstaten Telangana, i den centrala delen av landet, 1 200 km söder om huvudstaden New Delhi. Kūkatpalli ligger 566 meter över havet och antalet invånare är 341 709.
Terrängen runt Kūkatpalli är platt. Runt Kūkatpalli är det mycket tätbefolkat, med 3 134 invånare per kvadratkilometer. Närmaste större samhälle är Hyderabad, 12,1 km söder om Kūkatpalli. Runt Kūkatpalli är det i huvudsak tätbebyggt.